# Спроба втечі
«Спроба втечі» — науково-фантастичний роман радянських письменників Аркадія і Бориса Стругацьких.
У книзі Стругацькі показують читачеві ідеалізовану гуманність майбутнього шляхом порівняння її з епохою феодальної роздробленості. Також, вустами героя повісті Саула, формулюють максиму «вчительства»: починати треба з того, що сіє сумнів.

## Історія створення
«Спроба втечі» написана в 1962 році, вперше опублікована в 1962 році видавництвом «Молода гвардія». Робочі назви — «Возлюби ближнього», потім «Возлюби далекого».
- Час дії: 2250 рік.
- Місце дії: далекий космос, планета Саула[ru].
- Соціальний устрій на Землі: розвинений комунізм («полудень»).

## Сюжет
Двоє молодих людей, зорельотчик Антон і структуральний лінгвіст Вадим, збираються летіти у відпустку на космічний курорт — планету Пандора. В останній момент до них приєднується чоловік з дивною поведінкою на ім'я Саул (Савел Петрович Рєпнін), який відрекомендувався істориком з XX століття і запропонував змінити маршрут, щоб висадитися на якій-будь недослідженій планеті. На знайденій планеті, названій на честь пасажира Саула, герої виявляють цивілізацію, яка перебуває на низькому, феодальному рівні розвитку.
Фактично вони знаходять концентраційний табір з ув'язненими, засланими сюди за різноманітні злочини, які перебувають на грані виживання в суворих природних умовах. Ув'язнені під контролем охоронців на полігоні намагаються жорстоким дослідним шляхом і навіть ціною своєї загибелі навчитися керувати технікою, залишеною на планеті негуманоїдною надцивілізацією Мандрівників. Спонтанні та гуманістичні спроби героїв допомогти ув'язненим, домовитися з охоронцями і впливати на ситуацію в цілому зазнають краху.
Герої повертаються на Землю з наміром передати інформацію про відкриту цивілізацію Комісії з Контактів. При цьому Саул несподіваним чином зникає, причому з'ясовується, що він не сучасник своїх молодих друзів, а «дезертир» з минулого, в'язень, колишній бронетанковий командир Червоної армії, що втік для порятунку свого життя в майбутнє з фашистського концентраційного табору, але згодом засоромився своєї «спроби втечі» і вирішив повернутися у свій час «робити свою справу».

## Літературні й художні особливості
- У романі Стругацькі вперше і відразу дуже гостро використовують прийом «відмови від пояснень». А саме: як Саул потрапив у майбутнє і як повернувся назад — демонстративно не пояснюється.
- Вперше у творчості Стругацьких з'являється таємнича надцивілізація Мандрівників — наскрізна тема для Світу Полудня.
- У діалозі героїв твору прослизає ім'я Румата-Шукач, яке згодом стало ім'ям головного героя книги «Важко бути богом» — Румати Есторського[1][2].
- Мова, якою спілкуються жителі Саули, всі їхні імена, назви й інтонації — псевдо- (або квазі-) японські. Так було спочатку задумано і запропоновано Аркадієм Стругацьким, японістом за освітою.

### Станція нуль-транспортування Мандрівників
Важливим у побудові сюжетної лінії та формуванні ідеї твору є образ створеного Мандрівниками об'єкта: два портали нуль-транспортування, сполучені автострадою. Один з них безперервно викидає машини, які рухаються по трасі і зникають у другому порталі. Рух безперервний і безупинний. Він стає символом незмінності феодальної реальності Саули.

### Датування
Текст твору дозволяє однозначно датувати події, що відбуваються. Відкриття Саули сталося в «Юліанський день двадцять п'ять сорок два дев'ятсот шістдесят сім». Це відповідає 22 квітня 2250 року. Зазначена дата — день народження В. І. Леніна і фантаста Івана Єфремова, натхненника ранніх Стругацьких. Борис Стругацький стверджує, що поява саме цієї дати в повісті випадкова.

## Проблематика
- Об'єкт Мандрівників — два пункти нуль-транспортування, сполучені автострадою з безперервним потоком машин — стає символом непереборних надособистісних обставин[джерело?]. Цей мотив позаетичного детерміністичного тиску залишиться одним з головних у творчості авторів («Далека райдуга», «За мільярд років до кінця світу», «Бридкі лебеді», «Равлик на схилі» тощо).

На думку самого Бориса Стругацького: «Дорога машин» — символ неухильності ходу Історії, який (хід) поставлено не нами і не нам його змінити.
- Вперше у творчості Стругацьких виникає тема, що надалі сформується в проблему прогресорства: цілеспрямованого впливу розвинених цивілізацій на цивілізації, що знаходяться на більш низькому щаблі соціального розвитку з метою прискорення їх соціального прогресу. У «Спробі втекти» сформульовано дві позиції: Антона і Вадима, які вважають, що для повного перетворення Саули вистачить п'яти років активної діяльності з матеріального насичення Саули, і позиції Саула, впевненого, що для цього і «п'ятисот п'ятдесяти п'яти років» буде мало.
- Навчений важким досвідом життя в середині XX століття, Саул вважає, що соціальне перетворення суспільства невіддільне від морального дорослішання його членів і для перетворення Саули необхідна ломка етичних парадигм всього населення планети, а цей процес значно важчий і триваліший. Тут звучить тема вчительства, одна з основних у творчості Стругацьких.
- Передбачаючи проблематику повісті «Важко бути богом», Саул задається питанням етичного шоку, який неминуче виникне у людини майбутнього, яка занурюється у принципово іншу морально-етичну дійсність. Він буквально цитує сюжетний хід майбутньої повісті:

|  | А що ви будете робити, коли доведеться стріляти? А вам доведеться стріляти, Вадиме, коли вашу подругу-вчительку розіпнуть брудні монахи ... Оригінальний текст (рос.) А что вы будете делать, когда придётся стрелять? А вам придётся стрелять, Вадим, когда вашу подругу-учительницу распнут грязные монахи… |

Відповіді на це питання немає в «Спробі …», Стругацькі не дадуть на нього відповіді й пізніше, незважаючи на сформульоване ними кредо прогресорів:
|                        | ...існують на світі носії розуму, які набагато, значно гірші за тебе, яким би ти не був... І ось тільки тоді ти знаходиш здатність ділити на чужих і своїх, приймати миттєві рішення в гострих ситуаціях і навчаєшся сміливості спочатку діяти, а потім розбиратися Оригінальний текст (рос.) …существуют на свете носители разума, которые гораздо, значительно хуже тебя, каким бы ты ни был… И вот только тогда ты обретаешь способность делить на чужих и своих, принимать мгновенные решения в острых ситуациях и научаешься смелости сначала действовать, а потом разбираться |
| — («Жук у мурашнику»). | |

- Саул формулює максиму, яка залишається правильною за всієї своєї невизначеності: щоб спонукати людей на зміну, «починати потрібно з того, що сіє сумнів» в усталених поняттях. Тут Саул — один з тих, хто «хоче дивного», тих, кого влада на Саулі ув'язнила в табір, дисидент у буквальному, споконвічному розумінні цього слова[4].

## Авторська оцінка і критика. Цензура
Спочатку автори оцінювали твір як «не головний, в чомусь навіть вторинний» (Л. Філіппов «Від зірок — до тернового вінка») через поки ще неголосно заявлену проблематику. Однак з часом вони істотно змінили оцінку повісті, змістивши акцент на її літературні якості. Борис Стругацький говорив, що «„справжні Стругацькі“ починаються саме з цієї повісті». Прийом «відмови від пояснень» автори вважали надзвичайно важливим і дієвим.
|                                           | Далі, це перший наш твір, в якому ми відчули всю солодкість і чарівну силу ВІДМОВИ ВІД ПОЯСНЕНЬ. Будь-яких пояснень - науково-фантастичних, логічних, чисто наукових або навіть псевдонаукових. Як солодко, виявляється, повідомити читачеві: відбулося ТЕ-ТО і ТЕ-ТО, а ось ЧОМУ це сталося, ЯК сталося, звідки що взялось - несуттєво! Бо справа не в цьому, а зовсім в іншому, в тому самому, про що повість.Оригінальний текст (рос.) Далее, это первое наше произведение, в котором мы ощутили всю сладость и волшебную силу ОТКАЗА ОТ ОБЪЯСНЕНИЙ. Любых объяснений — научно-фантастических, логических, чисто научных или даже псевдонаучных. Как сладостно, оказывается, сообщить читателю: произошло ТО-ТО и ТО-ТО, а вот ПОЧЕМУ это произошло, КАК произошло, откуда что взялось — НЕСУЩЕСТВЕННО! Ибо дело не в этом, а совсем в другом, в том самом, о чём повесть. |
| — Б. Стругацький. Коментарі до пройденого | |

Стругацькі також вважали, що зіткнення минулого, сьогодення і майбутнього «ефективне і продуктивне» в літературному плані. З ними рішуче не погоджуються деякі критики.
Зокрема, Войцех Кайтох писав у монографії «Брати Стругацькі», що «казковий» хід з подорожжю Саула в часі — нічим не виправдане порушення законів жанру: якщо твір починається в жанрі фантастики, то й повинен закінчуватися як фантастичний, не перетворюючись на казку. (Іншим прикладом подібного порушення є, на думку Кайтоха, «Готель „У загиблого альпініста“»Стругацьких). Далі Кайтох стверджував, що зіткнення відразу чотирьох цивілізацій — сучасної земної (Саул), майбутньої земної, феодально-відсталої (цивілізація Саули) і надцивілізації Мандрівників — це зневага почуттям літературної міри.
У цілому сучасна критика прихильно прийняла повість. Деякі критики залишилися незадоволені фактом, що люди майбутнього, Антон і Вадим, виявилися менш адекватні в зіткненні з феодальною дійсністю, ніж сучасник читача Саул.[джерело не вказане 1994 дні]

### Цензурні правки
- У первісній редакції твору Саул втік не з фашистського, а з радянського табору[5]. Проте в цьому вигляді текст не пройшов видавничої внутрішньої цензури. Автори змінили акценти, щоб зробити твір цензурно прохідним, додали фінал — загибель Савела Рєпніна при нападі на групу німців поблизу концентраційного табору.
- З цензурних міркувань було змінено і назву (див. вище): назва «Возлюби ближнього» не проходила, як алюзія на Новий Заповіт, а назва «Возлюби далекого» — як (ненавмисна) цитата з Ніцше.[джерело не вказане 1994 дні]